# Svrževo
Svrževo es una localidad de Croacia en el municipio de Krašić, condado de Zagreb.

## Geografía
Se encuentra a una altitud de 225 m s. n. m. a 54,7 km de la capital nacional, Zagreb.

## Demografía
En el censo 2011, el total de población de la localidad fue de 28 habitantes.
Según estimación 2013 contaba con una población de 22 habitantes.